# Ezz Steel
Ezz Steel Company S.A.E ist der führende ägyptische Stahlkonzern. Er ist zugleich der größte Stahlerzeuger im Vorderen Orient und Nordafrika. Er wurde 1994 von Ahmed Ezz gegründet, einem Unternehmer und ehemaligen Abgeordneten der National Democratic Party, der nach der Revolution in Ägypten 2011 wegen Korruption vor Gericht stand. 1999 wurde das Unternehmen an der Börse Kairo notiert. Im Juni 2024 besitzt Ahmed Ezz 66,4 % an Ezz Steel, während der Streubesitz 33,6 % beträgt.

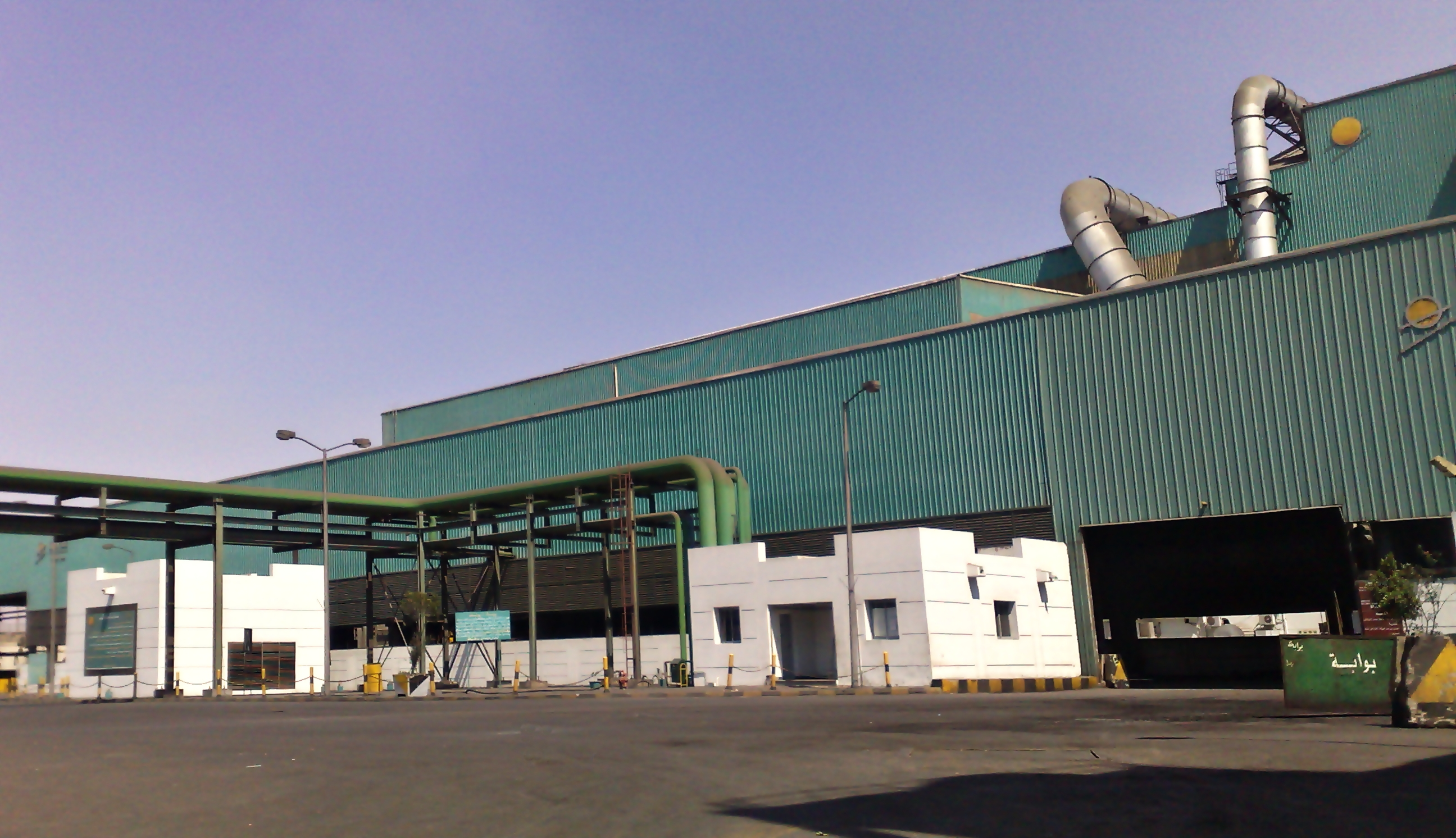
Ezz Steel in Sadat City

Im Jahr 2024 ist Ezz Steel auf Platz 6 der Forbes-Liste der 50 wertvollsten Unternehmen Ägyptens gelistet.
Ezz Steel hat eine Produktionskapazität von 7 Mio. t Stahl im Jahr, davon 4,7 Mio. t Langstahl und 2,3 Mio. t Flachstahl.
Das Werk bei Alexandria besitzt 3 Direktreduktionsöfen und 1 Elektrostahlwerk mit Dünnbrammengießanlage.

## Werke
(Kapazität in Klammern)
- Decheila (3 Mt)
- Madinat as-Sadat (1 Mt)
- Madinat al-Aschir min Ramadan (0,5 Mt)
- Sues (1,3 Mt)